# فرانسوا کلر
فرانسوا کلر (فرانسوی: François Clerc‎؛ زادهٔ ۱۸ آوریل ۱۹۸۳) بازیکن سابقفوتبال اهل فرانسه است.
از باشگاه‌هایی که در آن بازی کرده‌است می‌توان به باشگاه فوتبال المپیک لیون، باشگاه فوتبال سن-اتین، باشگاه فوتبال نیس، و باشگاه فوتبال تولوز اشاره کرد.
وی همچنین در تیم‌های ملی فوتبال زیر ۲۱ سال فرانسه فرانسه بازی کرده‌است.